# Federseebahn
| Streckennummer (DB): | 4512                                          |                                              |                                              |
| Kursbuchstrecke (DB): | 306d (1963) 306e (1946)                       |                                              |                                              |
| Streckenlänge: | 29,34 km                                      |                                              |                                              |
| Spurweite: | 750 mm Schussenried–Torfwerk ab 1970: 1435 mm |                                              |                                              |
| Maximale Neigung: | 1 : 46 = 22 ‰                                 |                                              |                                              |
| Minimaler Radius: | 120 m                                         |                                              |                                              |
| |                                               |                                              |                                              |
| \| \| \| von Friedrichshafen \| \| \| \| 0,00 \| Bad Schussenried (bis 1966 Schussenried) \| Bad Schussenried (bis 1966 Schussenried) \| \| \| \| nach Ulm \| \| \| \| \| \| \| \| \| \| Spitzkehre (seit Umspurung) \| \| \| \| 0,50 \| Anschluss Holzhof Schussenried \| Anschluss Holzhof Schussenried \| \| \| 0,75 \| Schussenkanal \| Schussenkanal \| \| \| 1,70 \| Anschluss Wilhelmshütte \| Anschluss Wilhelmshütte \| \| \| 1,90 \| Kloster Bad Schussenried \| Kloster Bad Schussenried \| \| \| 1,92 \| Schussenried Ort \| Schussenried Ort \| \| \| 2,20 \| Anschluss Brennstoffhandel Ammann \| Anschluss Brennstoffhandel Ammann \| \| \| 2,27 \| Anschluss Torfschuppen Heilanstalt \| Anschluss Torfschuppen Heilanstalt \| \| \| 3,85 \| Landesstraße 283 \| Landesstraße 283 \| \| \| 5,00 \| Sattenbeuren \| Sattenbeuren \| \| \| 5,74 \| Torfwerk (nach Umspurung Anst) \| Torfwerk (nach Umspurung Anst) \| \| \| 5,85 \| Streckenende nach Umspurung \| Streckenende nach Umspurung \| \| \| \| Anschluss Torfwerk (Gleisdreieck) \| \| \| \| 8,64 \| Graben \| Graben \| \| \| 9,45 \| Bad Buchau (Württ) (bis 1966 Buchau (Württ)) \| Bad Buchau (Württ) (bis 1966 Buchau (Württ)) \| \| \| 10,20 \| Kappel (Württ) \| Kappel (Württ) \| \| \| 12,50 \| Volloch-Dürnau \| Volloch-Dürnau \| \| \| \| Krumbach \| \| \| \| 14,22 \| Kanzach \| Kanzach \| \| \| 15,60 \| Kanzach \| Kanzach \| \| \| 15,76 \| Seelenwald \| Seelenwald \| \| \| 17,00 \| Kanzach \| Kanzach \| \| \| 19,49 \| Dürmentingen \| Dürmentingen \| \| \| 20,50 \| Burgau \| Burgau \| \| \| \| Kanzach \| \| \| \| 22,45 \| Hailtingen \| Hailtingen \| \| \| \| Kanzach \| \| \| \| 24,31 \| Göffingen \| Göffingen \| \| \| \| Kanzach \| \| \| \| 25,55 \| Unlingen Ort \| Unlingen Ort \| \| \| \| von Ulm \| \| \| \| 27,20 \| Überquerung Hauptbahn \| Überquerung Hauptbahn \| \| \| 29,34 \| Riedlingen \| Riedlingen \| \| \| \| nach Sigmaringen \| \| |                                               |                                              |                                              |
| Strecke |                                               | von Friedrichshafen                          | von Friedrichshafen                          |
| Bahnhof · Kopfbahnhof Streckenanfang (Strecke außer Betrieb) | 0,00                                          | Bad Schussenried (bis 1966 Schussenried)     | Bad Schussenried (bis 1966 Schussenried)     |
| Abzweig ehemals geradeaus und nach rechts · Strecke (außer Betrieb) |                                               | nach Ulm                                     | nach Ulm                                     |
| Abzweig geradeaus und von links (Strecke außer Betrieb) · Abzweig geradeaus und von rechts (Strecke außer Betrieb) |                                               |                                              |                                              |
| Betriebs-/Güterbahnhof Streckenende (Strecke außer Betrieb) · Strecke (außer Betrieb) |                                               | Spitzkehre (seit Umspurung)                  | Spitzkehre (seit Umspurung)                  |
| Abzweig geradeaus und von links (Strecke außer Betrieb) | 0,50                                          | Anschluss Holzhof Schussenried               | Anschluss Holzhof Schussenried               |
| Brücke über Wasserlauf (Strecke außer Betrieb) | 0,75                                          | Schussenkanal                                | Schussenkanal                                |
| Abzweig geradeaus und von rechts (Strecke außer Betrieb) | 1,70                                          | Anschluss Wilhelmshütte                      | Anschluss Wilhelmshütte                      |
| Haltepunkt / Haltestelle (Strecke außer Betrieb) | 1,90                                          | Kloster Bad Schussenried                     | Kloster Bad Schussenried                     |
| Haltepunkt / Haltestelle (Strecke außer Betrieb) | 1,92                                          | Schussenried Ort                             | Schussenried Ort                             |
| Abzweig geradeaus und von links (Strecke außer Betrieb) | 2,20                                          | Anschluss Brennstoffhandel Ammann            | Anschluss Brennstoffhandel Ammann            |
| Abzweig geradeaus und von links (Strecke außer Betrieb) | 2,27                                          | Anschluss Torfschuppen Heilanstalt           | Anschluss Torfschuppen Heilanstalt           |
| Strecke mit Straßenbrücke (Strecke außer Betrieb) | 3,85                                          | Landesstraße 283                             | Landesstraße 283                             |
| Haltepunkt / Haltestelle (Strecke außer Betrieb) | 5,00                                          | Sattenbeuren                                 | Sattenbeuren                                 |
| Bahnhof (Strecke außer Betrieb) | 5,74                                          | Torfwerk (nach Umspurung Anst)               | Torfwerk (nach Umspurung Anst)               |
| Grenze (Strecke außer Betrieb) | 5,85                                          | Streckenende nach Umspurung                  | Streckenende nach Umspurung                  |
| Abzweig geradeaus, nach rechts und von rechts (Strecke außer Betrieb) |                                               | Anschluss Torfwerk (Gleisdreieck)            | Anschluss Torfwerk (Gleisdreieck)            |
| Brücke über Wasserlauf (Strecke außer Betrieb) | 8,64                                          | Graben                                       | Graben                                       |
| Bahnhof (Strecke außer Betrieb) | 9,45                                          | Bad Buchau (Württ) (bis 1966 Buchau (Württ)) | Bad Buchau (Württ) (bis 1966 Buchau (Württ)) |
| Bahnhof (Strecke außer Betrieb) | 10,20                                         | Kappel (Württ)                               | Kappel (Württ)                               |
| Haltepunkt / Haltestelle (Strecke außer Betrieb) | 12,50                                         | Volloch-Dürnau                               | Volloch-Dürnau                               |
| Brücke über Wasserlauf (Strecke außer Betrieb) |                                               | Krumbach                                     | Krumbach                                     |
| Bahnhof (Strecke außer Betrieb) | 14,22                                         | Kanzach                                      | Kanzach                                      |
| Brücke über Wasserlauf (Strecke außer Betrieb) | 15,60                                         | Kanzach                                      | Kanzach                                      |
| Bahnhof (Strecke außer Betrieb) | 15,76                                         | Seelenwald                                   | Seelenwald                                   |
| Brücke über Wasserlauf (Strecke außer Betrieb) | 17,00                                         | Kanzach                                      | Kanzach                                      |
| Bahnhof (Strecke außer Betrieb) | 19,49                                         | Dürmentingen                                 | Dürmentingen                                 |
| Haltepunkt / Haltestelle (Strecke außer Betrieb) | 20,50                                         | Burgau                                       | Burgau                                       |
| Brücke über Wasserlauf (Strecke außer Betrieb) |                                               | Kanzach                                      | Kanzach                                      |
| Bahnhof (Strecke außer Betrieb) | 22,45                                         | Hailtingen                                   | Hailtingen                                   |
| Brücke über Wasserlauf (Strecke außer Betrieb) |                                               | Kanzach                                      | Kanzach                                      |
| Haltepunkt / Haltestelle (Strecke außer Betrieb) | 24,31                                         | Göffingen                                    | Göffingen                                    |
| Brücke über Wasserlauf (Strecke außer Betrieb) |                                               | Kanzach                                      | Kanzach                                      |
| Bahnhof (Strecke außer Betrieb) | 25,55                                         | Unlingen Ort                                 | Unlingen Ort                                 |
| Strecke nach halblinks · Strecke nach halbrechts (außer Betrieb) |                                               | von Ulm                                      | von Ulm                                      |
| Strecke von halblinks (außer Betrieb) · Strecke von halbrechts | 27,20                                         | Überquerung Hauptbahn                        | Überquerung Hauptbahn                        |
| Kopfbahnhof Streckenende (Strecke außer Betrieb) · Bahnhof | 29,34                                         | Riedlingen                                   | Riedlingen                                   |
| Strecke |                                               | nach Sigmaringen                             | nach Sigmaringen                             |

Die Federseebahn, auch Kanzachtalbahn oder umgangssprachlich Buchauer Zügle beziehungsweise Buchauer Bähnle genannt, war eine 29,34 Kilometer lange Schmalspurbahn in Baden-Württemberg. Die in Oberschwaben gelegene und nach dem Federsee benannte Strecke verband Bad Schussenried (bis 1966 Schussenried) mit Riedlingen. Die Spurweite der von den Königlich Württembergischen Staats-Eisenbahnen erbauten und 1916 fertiggestellten Bahn betrug 750 Millimeter. Nach der Stilllegung der Schmalspurbahn 1970 wurde ein kürzerer Teilabschnitt als Anschlussgleis auf Normalspur umgespurt.

## Geschichte

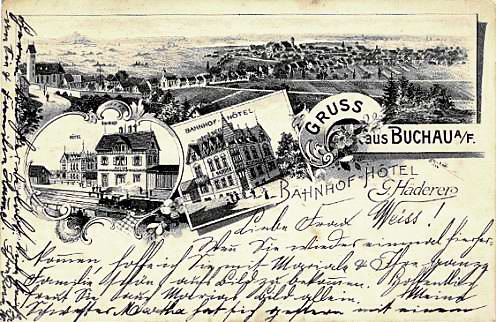
Bahnhof Buchau, 1920

### Planung, Bau und Eröffnung
Erste Pläne für eine Verbindung von Schussenried nach Buchau – seit 1963 Bad Buchau – gehen auf Emil Kessler junior zurück, der eine Dampfstraßenbahn von Schussenried nach Buchau bauen wollte. Die vorgesehene Trassierung in Seitenlage der viel befahrenen heutigen Landesstraße 275 nach Buchau wurde von den Behörden abgelehnt. Zwar scheiterte das Projekt, aber die dabei angestellten Erhebungen zeigten die Notwendigkeit einer Bahnverbindung. 1891 begannen die Planungsarbeiten für eine Schmalspurbahn auf eigenem Gleiskörper. Der Bau wurde am 14. Juli 1895 genehmigt. Der Bau begann am 8. April 1896 und schon am 13. Oktober gleichen Jahres konnte die Strecke eröffnet werden.
Der Bahnhof Buchau wurde zwar so angelegt, dass eine Fortsetzung ins Kanzachtal ohne zusätzlichen Aufwand möglich war. Hierzu bestanden zunächst keine konkreten Absichten, da die zu erwartende Rentabilität als zu gering eingeschätzt wurde. Dass es zu einem Weiterbau Richtung Riedlingen kam, ist in erster Linie dem Engagement des Kunstmüllers Josef Blank aus Seelenwald zu verdanken. Er wies auf den zu erwartenden Holzverkehr aus den umliegenden Waldungen und die Wallfahrten zum Berg Bussen. Seine Bemühungen hatten Erfolg. Am 16. August 1907 wurde der Weiterbau nach Riedlingen genehmigt. Der Bau der Bahn verzögerte sich um mehrere Jahre, kam aber im Gegensatz zu vielen anderen Strecken auch nach Beginn des Ersten Weltkriegs nicht völlig zum Erlegen. Am 15. November 1915 wurde die Verlängerung bis Dürmentingen in Betrieb genommen und am 27. November 1916 war Riedlingen erreicht. Das Teilstück Buchau–Riedlingen war die letzte Schmalspurstrecke, die von den Königlich Württembergischen Staats-Eisenbahnen eröffnet wurde. Der Verkehr blieb im bescheidenen Rahmen. 1912/13 wurden in Buchau 11.650 Tonnen Güter umgeschlagen und 44.030 Fahrkarten verkauft.

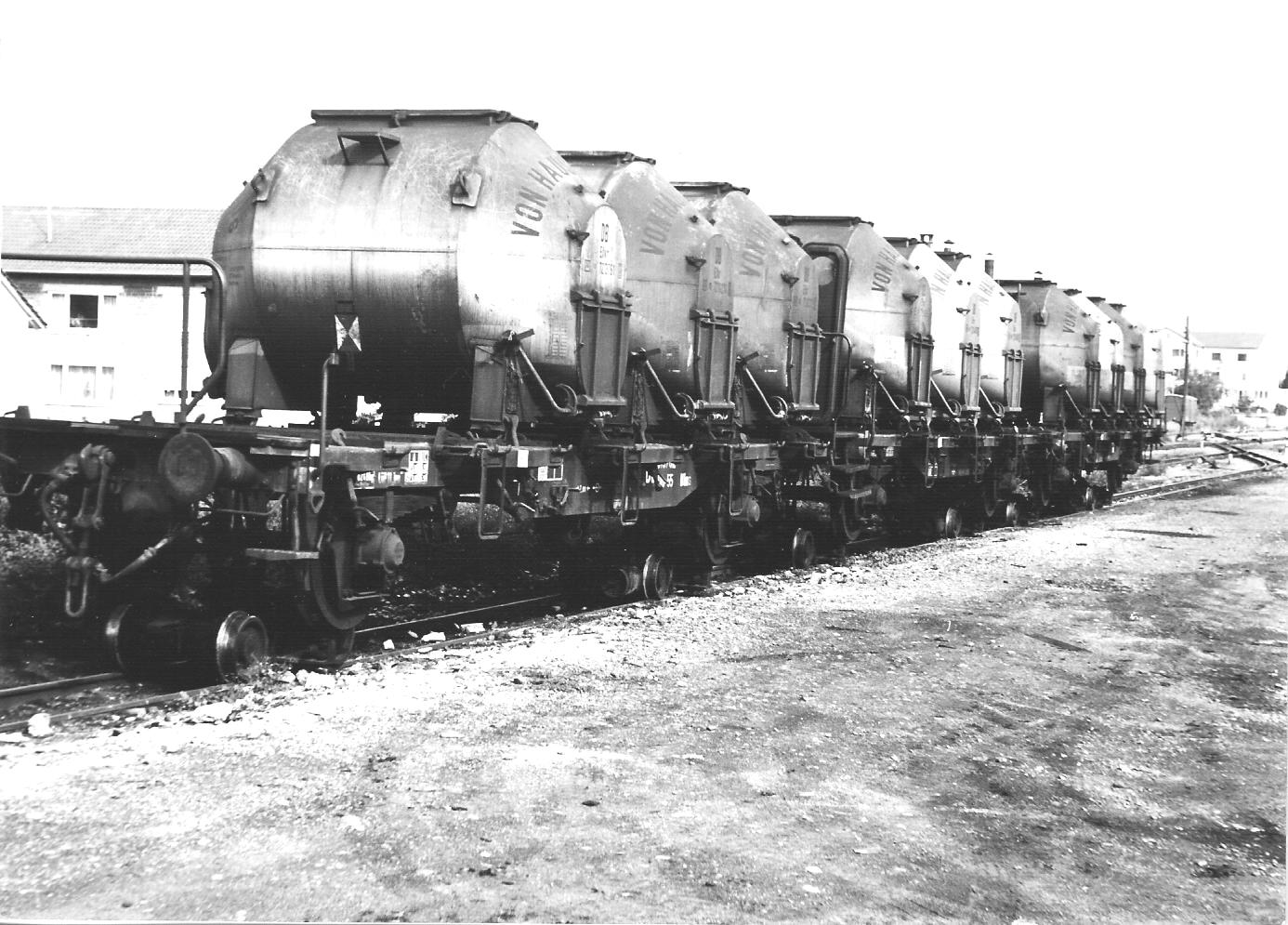
Behältertragwagen auf Rollböcken in Bad Buchau (Juli 1964)

### Deutsche Bundesbahn (1949–1969)
Der Verkehr war abgesehen von den Nachkriegsjahren weiter bescheiden. In Buchau als dem wichtigsten Zwischenbahnhof wurden 1950 29.918 Fahrkarten verkauft, in Schussenried Ort 17.901, dann folgten Dürmentingen und Unlingen mit je etwas über 5.000 Fahrkarten.
Am 2. Oktober 1960 wurde der Abschnitt Buchau–Riedlingen stillgelegt und die Strecke zwischen Kappel und Riedlingen bald darauf abgebaut. Der Abschnitt Buchau–Kappel blieb zur Bedienung des dortigen Lagerhauses als Bahnhofsgleis des Bahnhofs Buchau bestehen. Am 31. Mai 1964 endete auch der Personenverkehr zwischen Schussenried und Bad Buchau, nachdem die letzten Jahre zuvor nur noch ein einzelner Reisezug in eine Fahrtrichtung (kein Zugpaar!) gefahren war. Der Güterverkehr lief vorerst weiter. Zum 1. Juni 1969 wurde schließlich auch dieser Abschnitt stillgelegt. Zur Bedienung der Gleisanschlüsse in Bad Schussenried war jedoch noch bis Anfang 1970 eine Schmalspurlokomotive der Baureihe 251 dort stationiert. Anschließend erfolgten der Abbau der Schmalspurschienen beziehungsweise im Abschnitt Bad Schussenried–Torfwerk die Umspurung und Umwidmung zum Anschlussgleis.

### Normalspuriges Anschlussgleis zum Torfwerk (1970–2002)
Das normalspurige Anschlussgleis diente einem Kieswerk, das sich auf dem ehemaligen Torfwerksgelände niedergelassen hatte, und, wie bereits zuvor, mehreren Anschließern im Stadtgebiet von Bad Schussenried. Die Anbindung an die Bahnstrecke Ulm–Friedrichshafen (Südbahn) in Bad Schussenried erfolgte über eine Spitzkehre im Bahnhofsbereich, da die hier in einem engen Bogen verlaufende Schmalspurtrasse nicht genutzt werden konnte. Der Abschnitt vom Bahnhof bis zum Ortsende von Bad Schussenried befand sich im Eigentum der Deutschen Bundesbahn bzw. ab 1994 der Deutschen Bahn AG. Der weitere Abschnitt bis zum Kieswerk ist Eigentum des Kiesunternehmens und somit ein nichtöffentliches Anschlussgleis. Auf dem in Besitz der DB befindlichen Streckenteil erfolgte der Bau des Regelspurgleises mit altbrauchbarem Normalspurmaterial, ebenso auf dem Privatgleis, wo teils Vollspurschwellen aus der Zeit von etwa 1880 zur Verwendung kamen. Die Umspurung beider Streckenabschnitte wurde aus Fördergeldern des sogenannten Leber-Plans finanziert, die der Förderung des Güterverkehrs auf der Schiene zukommen sollten. Aus diesem Grund konnte ein Wiederaufbau der Strecke bis Bad Buchau für den öffentlichen Personennahverkehr nicht erfolgen, da in diesem Fall die Fördermittel für die vorherigen Abschnitte zweckentfremdet worden wären. Außerdem wäre das Verkehrsaufkommen zu gering und es hätte sich keine Finanzierung für die Betriebskosten ergeben.
Die Bedienung der Gleisanschlüsse im Stadtgebiet von Bad Schussenried im Einzelwagenverkehr von DB Cargo endete im Dezember 2001. Im Spätsommer 2002 verkehrten die letzten Kiesganzzüge bis zum Kieswerk. Am 7. Februar 2004 gab es eine einzelne probeweise Bedienung des Anschlussgleises zum Holzhof durch die Hohenzollerische Landesbahn AG, auf die jedoch keine weiteren Fahrten folgten. Nachdem das Eisenbahn-Bundesamt im November 2013 den Abbau der Gleise genehmigte, wurden sie auf dem Abschnitt der Deutschen Bahn Mitte der 2010er Jahre teilweise  entfernt. Bereits Anfang des Jahres 2013 wurde im Bahnhof Bad Schussenried die Anschlussweiche ausgebaut. Der Privatgleisabschnitt zwischen dem Ortsende von Bad Schussenried und dem Kieswerk ist noch vorhanden, mit dem restlichen Netz allerdings nicht mehr verbunden. Wie im Zweigstreckennetz der ehemaligen Bundesbahndirektion Stuttgart üblich, sind auch dort im normalen Gleis heute noch teils alte, verkürzte und wieder zusammengeschweißte Weichenschwellen eingebaut. 

### Temporäre Reaktivierung für den Personenverkehr (2003)
Anlässlich der Landesausstellung „Alte Klöster – Neue Herren“ zur Säkularisation im ehemaligen Kloster Schussenried wurde direkt vor dem Klostertor ein neuer Haltepunkt eingerichtet. Vom 13. April 2003 bis 6. Oktober 2003 pendelten RAB-Triebwagen der Baureihe 650 zwischen dem Bahnhof Bad Schussenried und dem Kloster mit Richtungswechsel in der Spitzkehre. Nach dem Ende der Landesausstellung wurde der Betrieb wieder eingestellt. Der damals angelegte Bahnsteig ist noch vorhanden. Die Wiederaufnahme des regelmäßigen Personenverkehrs bis zum Kloster, der dortige Haltepunkt liegt nahe der Ortsmitte von Bad Schussenried, wurde geprüft, jedoch aus Kostengründen verworfen.
Im Sommer 2024 beauftragte der Landkreis Biberach erneut die Vorplanung einer Reaktivierung, dieses Mal bis zu einem neu einzurichtenden Haltepunkt Bad Schussenried Nord im Zuge der Regio-S-Bahn Donau-Iller. Die Stadt Bad Schussenried erhielt eine Förderzusage für die Offenlegung der Schussen auf Teilen der Bahntrasse und nahm daher Gespräche mit der DB InfraGO über einen Erwerb der Grundstücke innerhalb des Stadtgebiets auf. Auf Wunsch der Stadt wurden die Planungen zu einer Reaktivierung auf den Abschnitt bis auf Höhe des Klostertors beschränkt.

## Zur Namensgebung
Die Bezeichnung Federseebahn wurde vom Esslinger Unternehmer Emil Kessler junior aufgebracht, der 1880 auf seine Rechnung bereits zwei Meterspurlokomotiven für das Projekt einer „Dampftramway“ von Schussenried nach Buchau hatte bauen lassen. Ein solches Vorzeigeprojekt strebte Kessler an, um auch in Württemberg den damals weitgehend brachliegenden Bau von Bahnstrecken nunmehr auf preisgünstige Art als Lokalbahn in Schwung zu bringen. Die verhandelte Vereinbarung mit der Gemeinde Buchau kam jedoch nicht zustande. Eisenbahnfreunde griffen in den 1960er Jahren Kesslers Bezeichnung auf. Vor Ort war und ist der Begriff Federseebahn nicht gebräuchlich. Vielmehr ist vom „Buchauer Zügle“ die Rede.

## Fahrzeuge

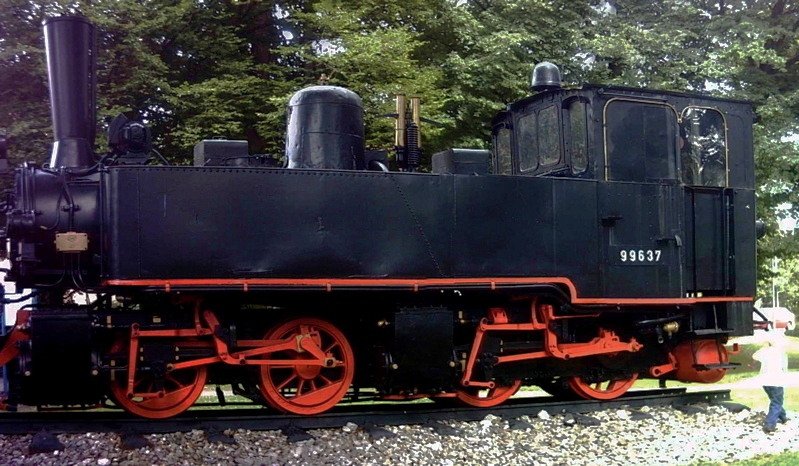
Lokomotive 99 637 als Technisches Denkmal in Bad Buchau

Als Triebfahrzeuge wurden vor allem Lokomotiven der württembergischen Baureihe Tssd eingesetzt. Für lange Zeit, von 1907 bis 1919, übernahm der einzige schmalspurige Dampftriebwagen DWss Nr. 1 der Königlich Württembergischen Staats-Eisenbahnen fast den gesamten Personenverkehr zwischen Schussenried und Buchau. In Bad Buchau erinnert ein Exemplar, die 99 637, auf dem Gelände des ehemaligen Bahnhofs an die einst hier verkehrende Schmalspurbahn. Die Buchauer gedenken der Bahn mit einem jährlichen Züglesfest, welches vom örtlichen Lumpenchor organisiert wird. Dieser kümmert sich auch um die Instandhaltung der Lokomotive. Aber auch eine Württembergische Tss 3 kam hier zum Einsatz.